# Spranger Barry
Spranger Barry, född 23 november 1719 och död 1777, var en irländsk skådespelare.
Barry vann sitt rykte i Dublin och spelade från 1746 i London, där den sköne "silvertungade" skådespelaren i älskare- och hjälteroller tävlade med David Garrick om rollen som Englands främste skådespelare. Bland hans främsta roller kan nämnas Hamlet, Romeo i Romeo och Julia, Marcus Antonius i Julius Cæsar, Othello, Macbeth, Timon av Aten och Kung Lear.